# 克魯塞斯
克魯塞斯是古巴的城市，属西恩富戈斯省，始建於1852年，面積198平方公里，海拔高度95米，據2004年人口調查總數為32,139人，人口密度為每平方公里162.3人。